# Marc Giraud (rugby à XV)
Pour les articles homonymes, voir Marc Giraud (écrivain), Giraud et Marc Giraud.

a Compétitions nationales et continentales officielles uniquement.

Dernière mise à jour le 23 mai 2019.
Marc Giraud, né le 27 février 1986 à Toulouse, est un joueur de rugby à XV français évoluant au poste de troisième ligne au SU Agen. C'est le fils de Jean-Michel Giraud, joueur de deuxième ligne, champion de France 1985 et 1986 avec le Stade toulousain, aujourd'hui restaurateur à Toulouse.

## Parcours
Il fait partie de la promotion Jean-Pierre Rives (2004-2005) au Pôle France du Centre National de Rugby de Linas-Marcoussis aux côtés de, entre autres, Thierry Brana, Guilhem Guirado, Maxime Medard, Maxime Mermoz et François Trinh-Duc.
En juin 2009, il participe à la tournée des Barbarians français en Argentine pour affronter le Rosario Invitación XV puis les Pumas,. Les Baa-Baas l'emportent 54 à 30 contre Rosario puis s'inclinent 32 à 18 contre l'Argentine à Buenos Aires.
Après sa carrière, il devient restaurateur dans les Landes. Il est à la tête du restaurant du golf de Saint-Avit et, depuis 2018, de l'Hôtel du Pyrénées à Mont-de-Marsan.

### En club

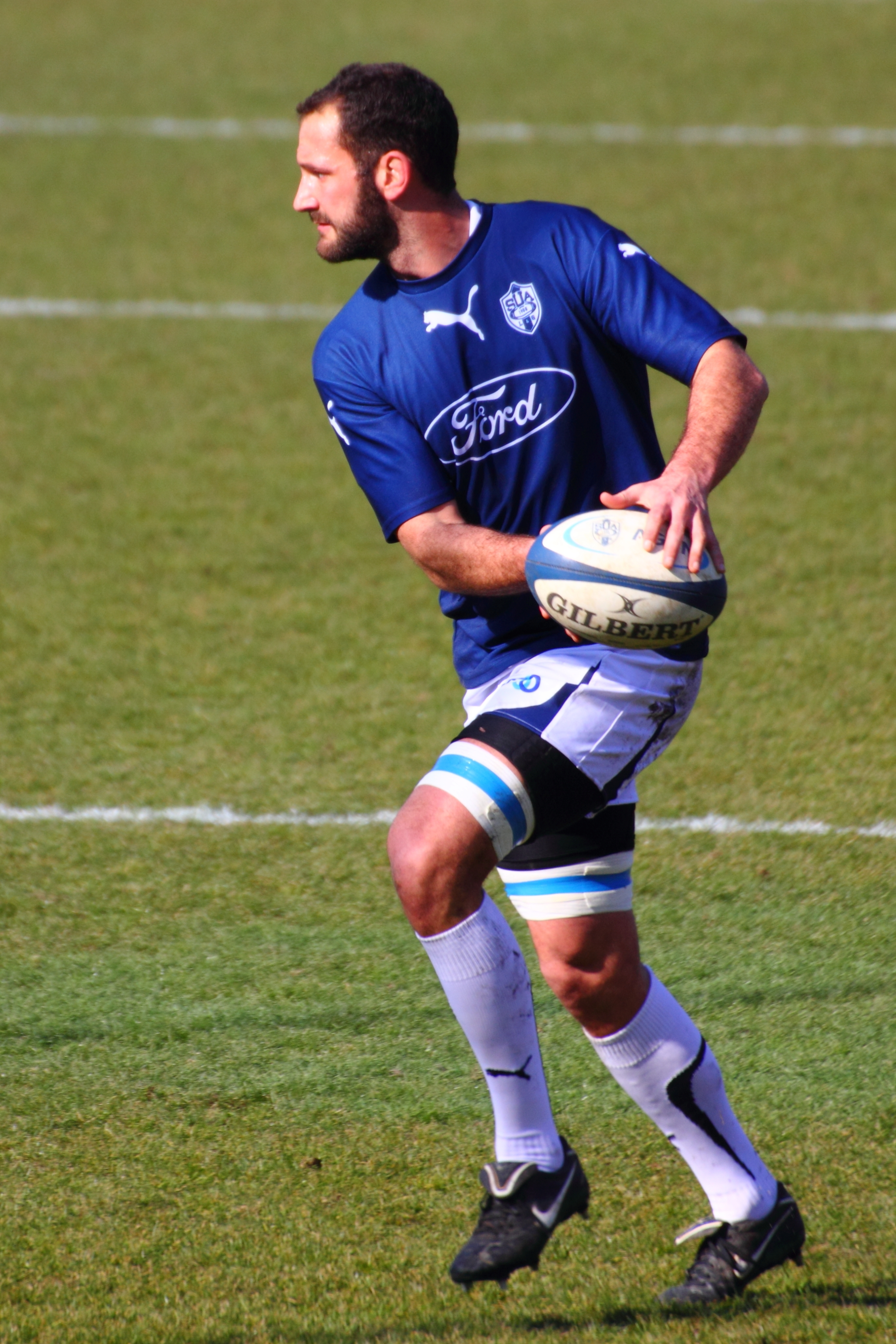
Marc Giraud avec le SU Agen en 2012.

- Stade toulousain
- 2006-2009 : Stade montois
- 2009-2011 : Montpellier HR
- 2011-2016 : SU Agen

## Palmarès
- Vice-champion de France en 2011 avec le Montpellier Hérault rugby.
- Vainqueur de la finale d'accession en Top 14 avec le SU Agen